# Wadern
Wadern è un comune tedesco di 15 697 abitanti, situato nel land della Saarland.